# Ladacznica z zasadami
Ladacznica z zasadami (fr. La Putain respecteuse) – dramat Jean-Paula Sartre’a w jednym akcie i dwóch obrazach. Prapremiera odbyła się w Paryżu w 1948.

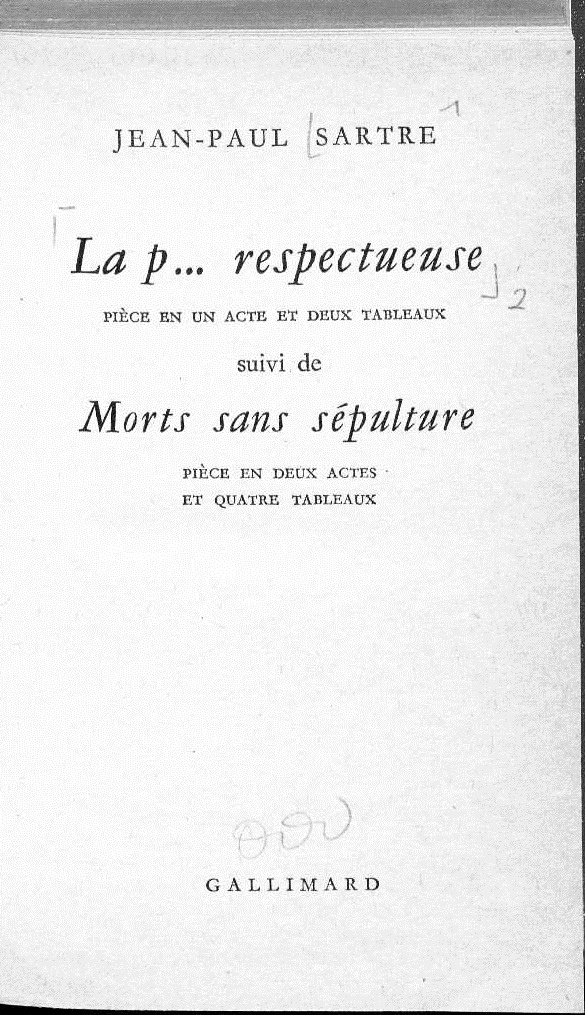

## Treść
Scena przedstawia pokój panienki lekkich obyczajów – Lizzie. Lizzie podczas podróży pociągiem była przypadkowym świadkiem awantury: przywódca organizacji rasistowskiej, Thomas w alkoholowym amoku morduje jednego dwóch czarnoskórych pasażerów. Aby uchronić go przed odpowiedzialnością, poplecznicy rozgłaszają alternatywną wersję wydarzeń, według której czarnoskórzy pasażerowie zgwałcili bezbronną kobietę w pociagu, a Thomas jedynie stanął w jej obronie. Rozpoczyna się obława na drugiego z pasażerów, któremu udało się uciec. Pewnego dla Lizzie, po nocy spędzonej z nieznanym mężczyzną w swym pokoiku, słyszy następującą propozycję: za 500 dolarów ma poświadczyć, że Thomas działał w obronie białej kobiety. Lizzie odmawia. Po pewnym czasie odwiedza ją jednak sam Senator, który posługując się typową dla polityków retoryką (odwołania do uczuć narodowych, rodzinnych) namawia ją na poświadczenie nieprawdy, którą określa jako prawdę wyższego rzędu. Po wyjściu Senatora Lizzie reflektuje się, że została zmanipulowana. Do jej pokoiku wpada następnie przerażony uciekinier z pociągu, który teraz musi ukrywać się przed obławą. Lizzie ukrywa go w łazience i decyduje, że go nie wyda. Jej heroizm okazuje się jednak niepotrzebny: do pokoiku wpada syn senatora z informacją, że jakiś czarnoskóry został właśnie schwytany i powieszony. Żądza zemsty została więc zaspokojona, a protegowany Lizzie może bezpiecznie uciec.

## Ekranizacja
- La Putain respectueuse (1952 ; reż. Charles Brabant, Marcello Pagliero)[2][3][4]

## Ladacznica z zasadamiw Polsce

### Przekład
Tekst przełożył na język polski Jan Kott. Utwór w języku polskim ukazał się w zbiorze Dramaty w 1957 r.

### Inscenizacje[5]
Premiera polska odbyła się w Teatrze Wojska Polskiego w Łodzi (1948 ; reż. Erwin Axer). W kolejnych latach utwór wystawiano m.in. w:
- Teatrze Polskim w Szczecinie (1948 ; reż. Henryk Lotar)
- Teatrze Wybrzeże w Gdańsku (1956 ; reż. Zygmunt Hübner)
- Teatrach Dramatycznych we Wrocławiu (1957 ; reż. Artur Młodnicki)
- Bałtyckim Teatrze Dramatycznym im. Juliusza Słowackiego (1960 ; reż. Jan Bratkowski)
- Teatrze Narodowym w Warszawie (1961 ; reż. Ewa Bonacka)
- Teatrze Ziemi Opolskiej (1962 ; reż. Romana Bohdanowicz)
- Teatrze Nowym w Łodzi (1962 ; reż. Konrad Łaszewski)
- Teatrze im. Aleksandra Fredry w Gnieźnie (1965 ; reż Krystyna Wydrzyńska)
- Teatrze im. Juliusza Osterwy w Gorzowie Wielkopolskim (1966 ; reż. Teresa Żukowska)
- Lubuskim Teatrze Dramatycznym im. Leona Kruczkowskiego (1979 ; reż. Mirosław Wawrzyniak)

### Spektakl telewizyjny
W 1964 r. w Teatrze Telewizji wyemitowano spektakl pt. Ladacznica z zasadami w reżyserii Jana Bratkowskiego. 

### Odtwórczynie głównej roli[5]
W roli Lizzie wystąpiły m. in: Hanna Bedryńska, Janina Bocheńska, Ewa Bonacka, Nina Gozdecka, Jadwiga Hodorska, Krystyna Horodyńska, Bogusława Michna-Czosnowska, Alicja Migulanka, Dominika Stecówna i Danuta Szaflarska.